# ベティ・パリス
エリザベス・"ベティ"・パリス（英語: Elizabeth "Betty" Parris、1682年11月28日 - 1760年3月21日）は、 セイラム魔女裁判で、魔女と疑われた人物を告発した少女の一人。ベティと従姉のアビゲイル・ウィリアムズによる非難は、20人のセイラム住民の直接の死をもたらした。19人が絞首刑となり（主に女性）、1人の男性が圧死した。
マリオン・L・スターキーによると、ベティは気弱で恐がりやすく、親から聞かされた予定説に基づいて自分が生まれながらにして地獄行きが決定していると思い込む性格だった。アビゲイルがほとんどの場面でベティの指導者になっていた。ベティは最初のパニックの後、非常に早い内から公衆の目に触れなくなっている。
ベティは1710年にベンジャミン・バロンと結婚して、4人の子を産んだ。1760年3月21日にコンコードで死去した。